# Alioum Saidou
Alioum Saidou (Maroua, 19 febbraio 1978) è un allenatore di calcio ed ex calciatore camerunese, di ruolo difensore.

## Carriera

### Club

#### Cotonsport Garoua
Nato a Maroua, in Camerun, Saidou inizia a giocare a calcio nel locale Coton Sport Football Club di Garoua, dove si aggrega alle giovanili nel 1995 e cominciare ad entrare in pianta stabile in prima squadra dal 1997. Nel 1997 e nel 1998 conquista inoltre il Campionato camerunese.

#### İstanbulspor
Nel 1999 viene acquistato dall'İstanbulspor, diventando ben presto un titolare fisso degli istambulioti. Con l'İstanbulspor disputa cinque stagioni, tutte in prima divisione turca, collezionando 159 presenze e 12 reti in campionato.

#### Galatasaray
Nel 2004 rimane ad Istanbul, accasandosi però al più titolato Galatasaray. Alla prima stagione al Gala Saidou fa fatica ad imporsi titolare e viene così ceduto in prestito al Malatyaspor per sei mesi.
Tornato al Galatasaray nel 2005, conquista il campionato turco al termine della Süper Lig 2005-2006.

#### Nantes
Lasciata la Turchia, Saidou si accorda col Nantes, con cui disputa una sola stagione, culminata con la retrocessione dei canarini.

#### Kayserispor
Dopo un solo anno in Francia, fa ritorno in Turchia, firmando un contratto triennale col Kayserispor, con cui vince al primo anno la Coppa di Turchia 2007-2008. Rimane a Cesarea fino al 2010, totalizzando 79 presenze e sei reti in campionato.

#### Sivasspor
Rimasto svincolato, nell'agosto 2010 si accorda col Sivasspor, con cui disputa una sola stagione, terminata la quale conclude la sua carriera a 33 anni.

### Nazionale
Nel giro della nazionale camerunese dal 1997 al 2009, Saidou nel 2006 partecipa alla Coppa d'Africa coi Leoni indomabili.

## Palmarès

### Competizioni nazionali
- Campionato camerunese: 2

Cotonsport Garoua: 1997, 1998
- Campionato turco: 1

Galatasaray: 2005-2006
- Coppa di Turchia: 1

Kayserispor: 2007-2008